# Viṣṇu-parvan
Il Viṣṇu-parvan ("Libro di Visnù") è la seconda parte dello Harivaṃśa, quest'ultimo testo da considerarsi come l'appendice (khila) del Mahābhārata. Nel Viṣṇu-parvan, che si compone di 128 adhyāya, viene narrata la nascita e la giovinezza di Kṛṣṇa, qui inteso come il Bhagavat, Dio, la Persona suprema, figlio di Vasudeva e di Devakī.

## Contenuto
Nella città di Mathurā, situata lungo le rive del fiume Yamunā, regna il malvagio tiranno Kaṃsa, usurpatore del trono dei Vṛṣni.
Dopo il matrimonio tra Devakī  e Vasudeva, ministro di  Kaṃsa, il veggente Nārada annuncia al tiranno la sua morte proprio per mano di uno dei figli di Devakī.
Per questa ragione Kaṃsa ordina l'immediato assassinio dei primi sei figli di Devakī, appena dopo la loro nascita. Ma il settimo, Balarāma, viene miracolosamente trasferito nel grembo della seconda moglie di Vasudeva, Rohiṇī; mentre l'ottavo, Kṛṣṇa, viene scambiato con la figlia di una coppia di pastori, Nanda e Yaśodā, del villaggio di Gokula, questo situato sulla sponda opposta del fiume Yamunā. La bambina di Nanda e Yaśodā, apparentemente nata da Devakī, verrà invece scagliata contro una roccia dallo stesso Kaṃsa. Successivamente anche Balarāma verrà affidato alla stessa famiglia di Nanda e Yaśodā.
Già da lattante Kṛṣṇa mostra la sua forza divina quando Yaśodā lo pone a riposare sotto un carro, ma lui affamato lo rovescia con un piede.
Allo stesso modo quando, stanca delle birichinate e dei furti del burro compiuti dal divino e goloso bimbo, Yaśodā lo lega a un grande mortaio di legno, ma Kṛṣṇa è inarrestabile e, divelto il mortaio, sradica anche due alberi arjuna che lo ostacolano lungo il percorso, ridendo illeso dello spavento dei pastori e della madre che lo osservano.
In seguito, saputa la notizia della presenza del figlio di Devakī nascosto nel villaggio di Gokula, il sovrano Kaṃsa, per ucciderlo, invia una demonessa di nome Pūtanā, che assunte le sembianze di un'affascinante nutrice visita le giovani madri del posto, chiedendo loro di poter tenere in braccio i piccoli e allattarli al proprio seno. In realtà, essendo il latte avvelenato, tutti i neonati muoiono. Pūtanā giunge quindi nella casa di Nanda e Yaśodā e preso in grembo il piccolo Kṛṣṇa lo inizia ad allattare, ma il dio è immune al veleno, e comincia a succhiare tanto avidamente dal seno della donna da provocarne la morte. Una volta morta, Pūtanā riprende le sue vere sembianze di demonessa, svelando così il complotto dell'usurpatore Kaṃsa .
Kṛṣṇa trascorre l'infanzia nei pressi del bosco di Vṛndāvana, situato nei pressi del villaggio di Gokula, tra i pastori, e le loro mogli e figlie (gopī), da queste vezzeggiato prima e amato poi.